# Freilichtmuseum Stará Ľubovňa

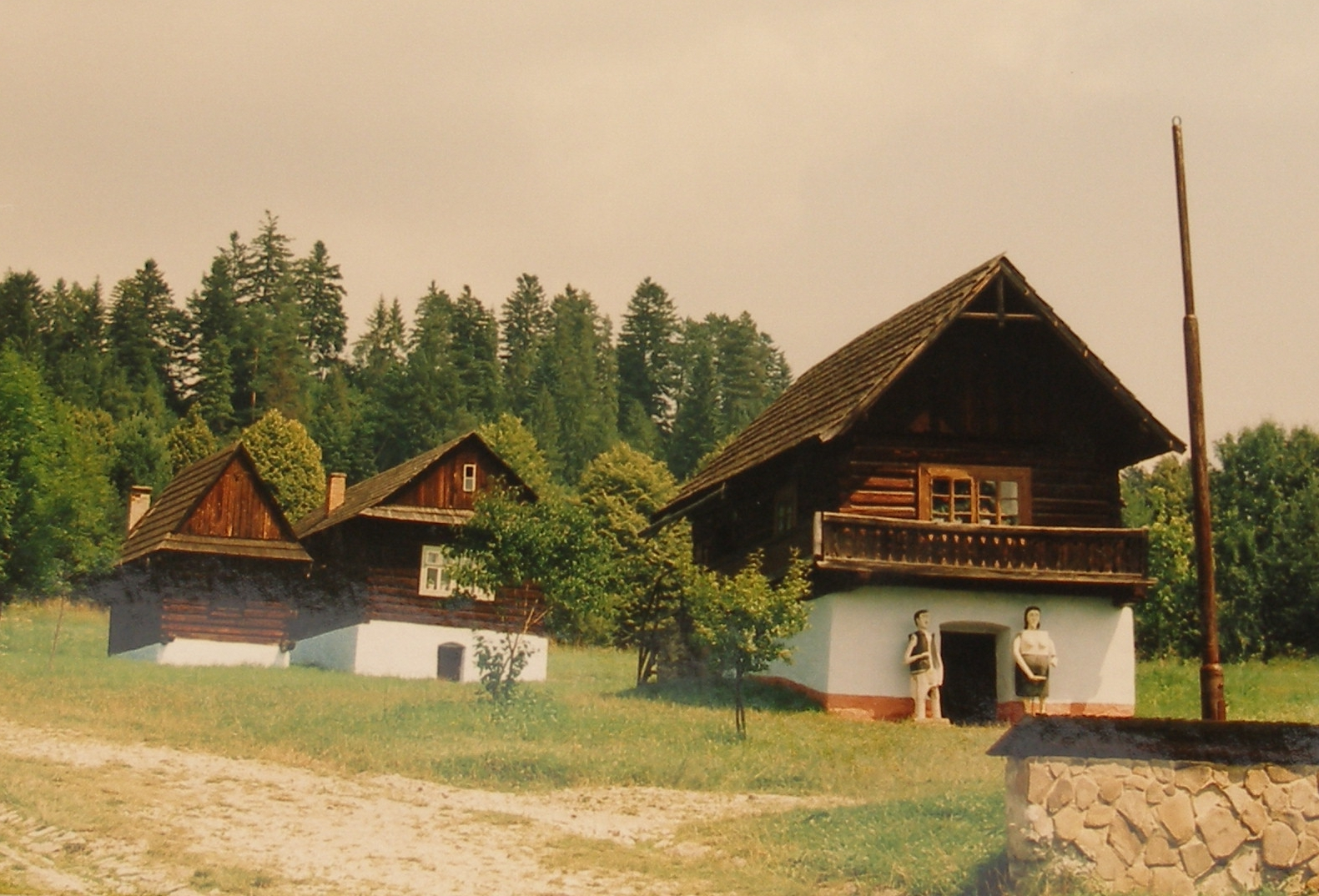
Freilichtmuseum Stará Ľubovňa

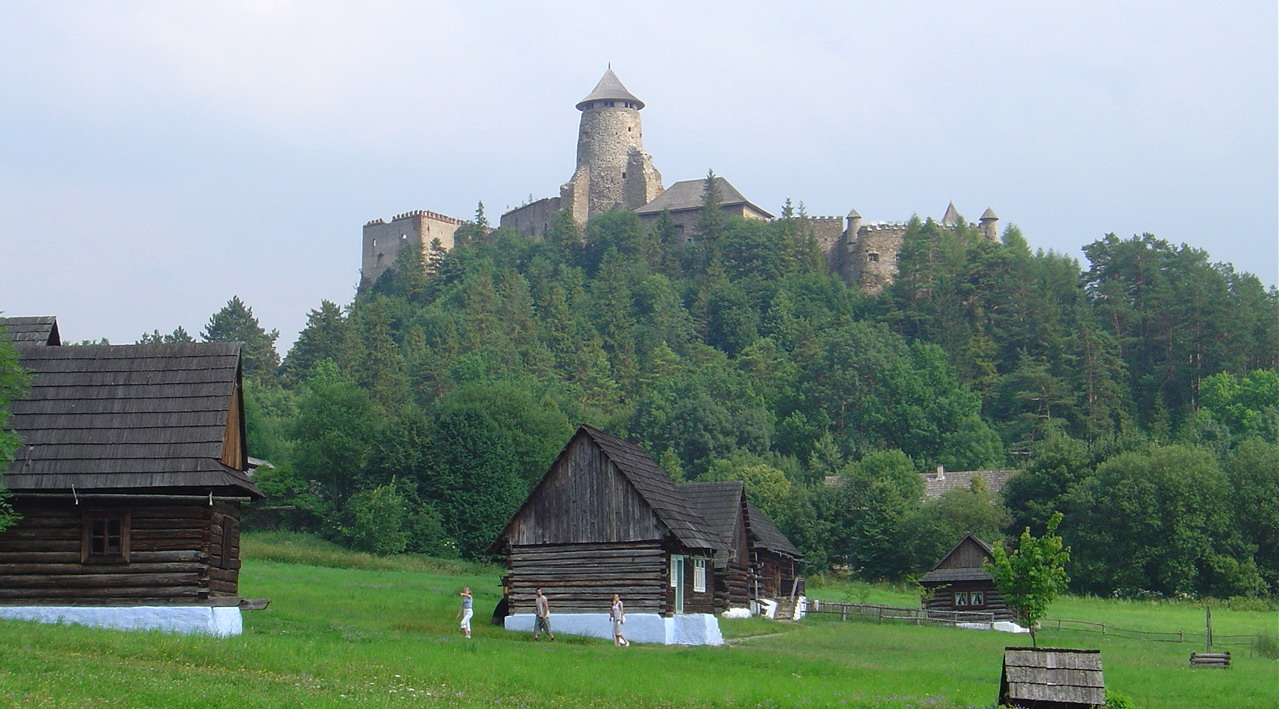
Freilichtmuseum mit Lublauer Burg

Das Freilichtmuseum Stará Ľubovňa („Ethnographische Ausstellung in der Natur - Freilichtmuseum Stará Ľubovňa“, slowakisch Národopisná expozícia v prírode - Ľubovniansky skanzen) befindet sich in Stará Ľubovňa, im Prešovský kraj im Norden der Slowakei. Es besteht aus einer Gruppe von Gebäuden, welche die Volksarchitektur, Lebensweise und Kultur der nordöstlichen Zips und oberen Šariš präsentieren, in einer seit Jahrhunderten ethnisch gemischten Region, in der Slowaken, Karpatendeutsche, Russinen, Goralen, Juden und Roma lebten. Die ethnische Vielfalt zeigt sich in der markanten Volksarchitektur wie auch in der Form von Kulturerleben. Insgesamt 25 Holzbauten stammen aus dem späten 19. bis zum frühen 20. Jahrhundert. Die Nähe der Lublauer Burg (slowakisch Ľubovniansky hrad) gibt dem Freilichtmuseum eine besondere Attraktivität.

## Definition und Geschichte
Die durch Ľubovňa-Museum verwaltete Exposition wurde im Jahre 1985 eröffnet. Die Objekte stammen meist aus der ukrainisch-ruthenischen Umgebung, dazu kommt ein Goralen-Haus mit Scheune aus einem slowakischen Dorf, und ein deutscher Zips-Bewohner Haus mit Dufart. Es handelt sich zumeist um ehemalige Wohngebäude aus den Dörfern: Veľký Lipník, Litmanová, Veľká Lesná, Údol, Jarabina, Jakubany, Kremná und Kamienka. Landwirtschaftliche Gebäude wie Schuppen, Scheunen und Getreidespeicher stammen aus dem Údol bzw. Legnava und Kremná. Aus Litmanová kommen Saisonbehausungen. Technische Denkmäler sind durch schmiedeeiserne Produkte aus Torysa, eine Mühle aus Malý Sulín und eine Tischlerwerkstatt aus Piľhovčík repräsentiert.

## Sehenswürdigkeiten

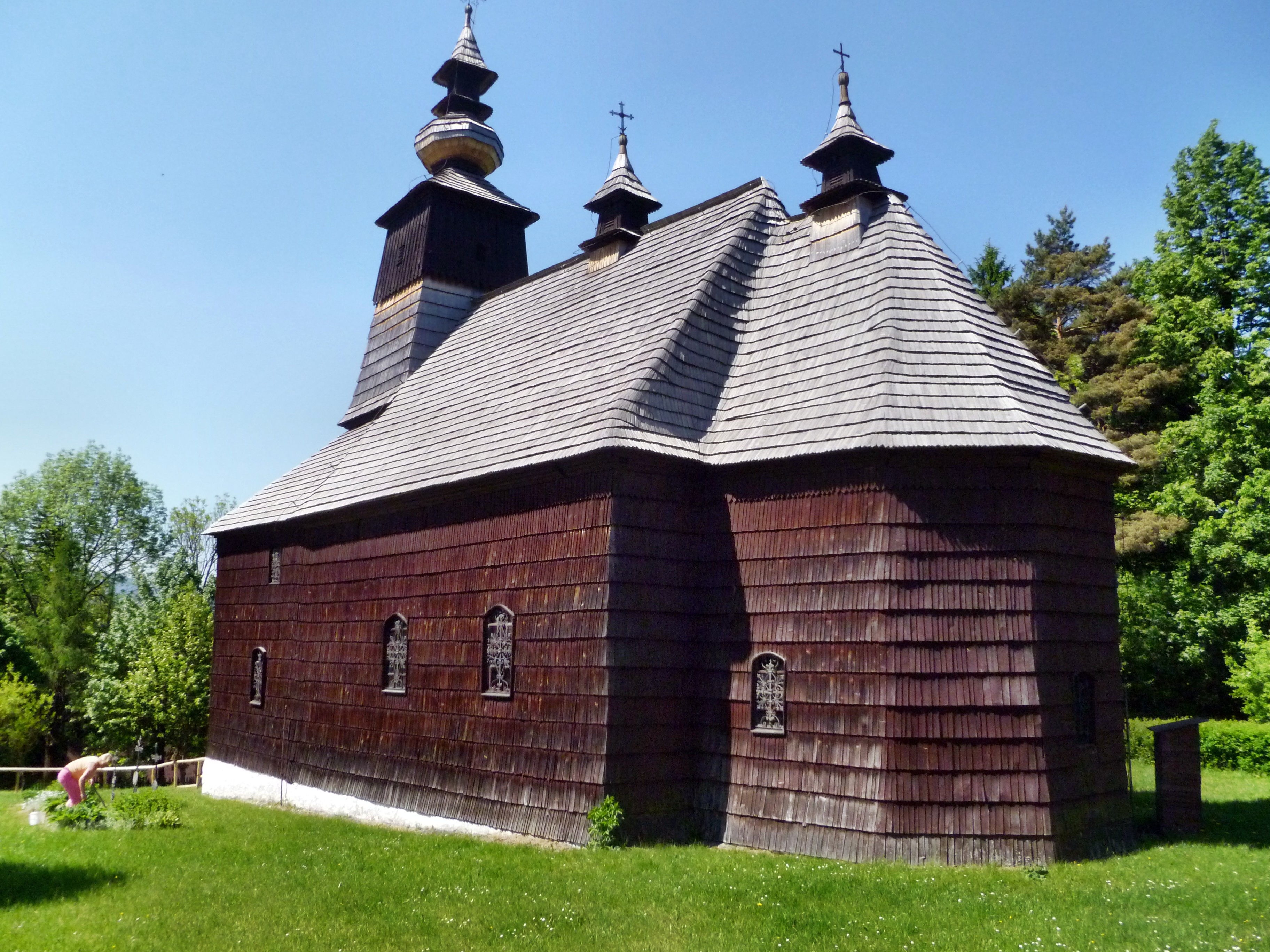
Holzkirche des Erzengel Michael

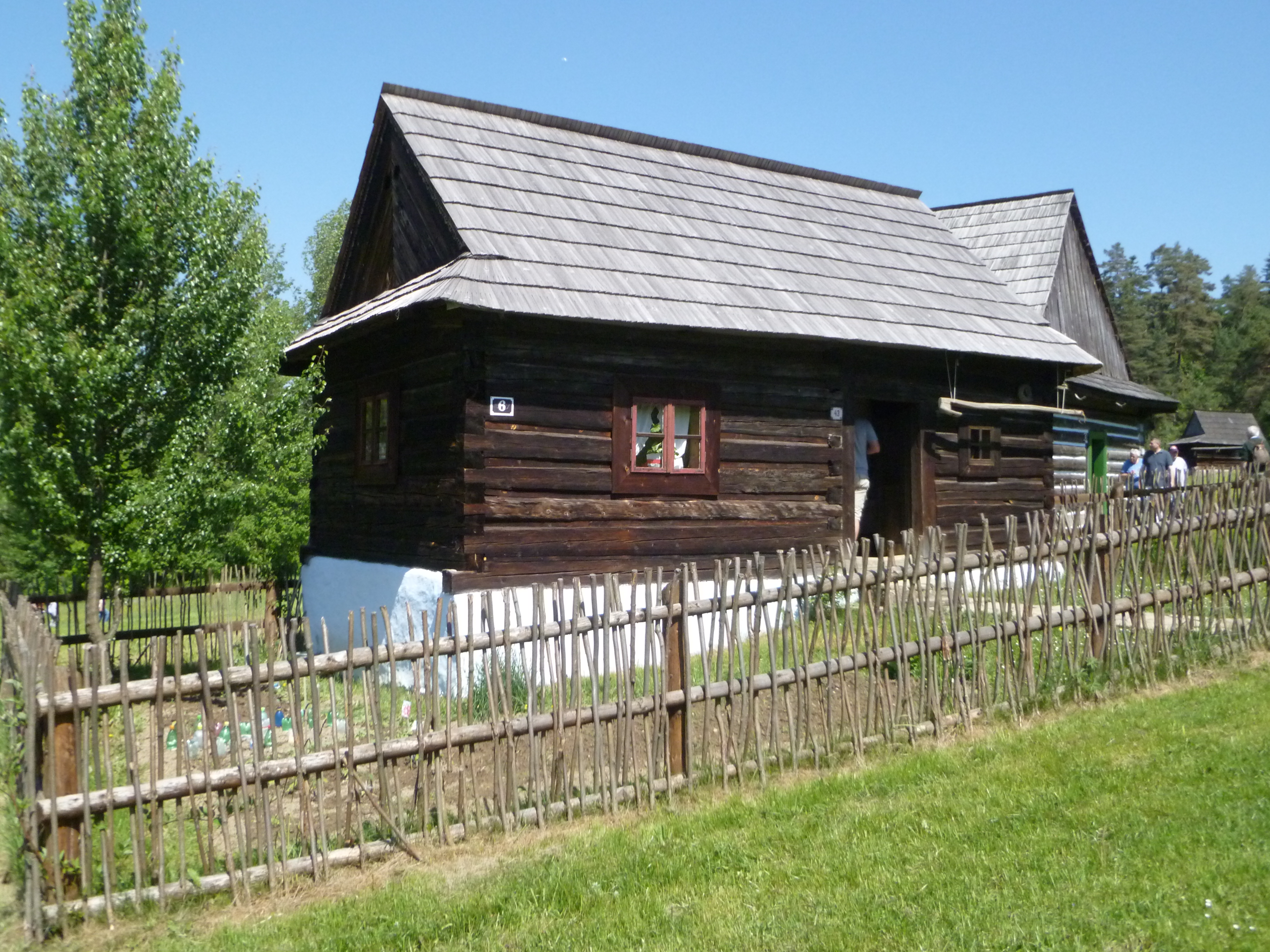
Haus aus Litmanová

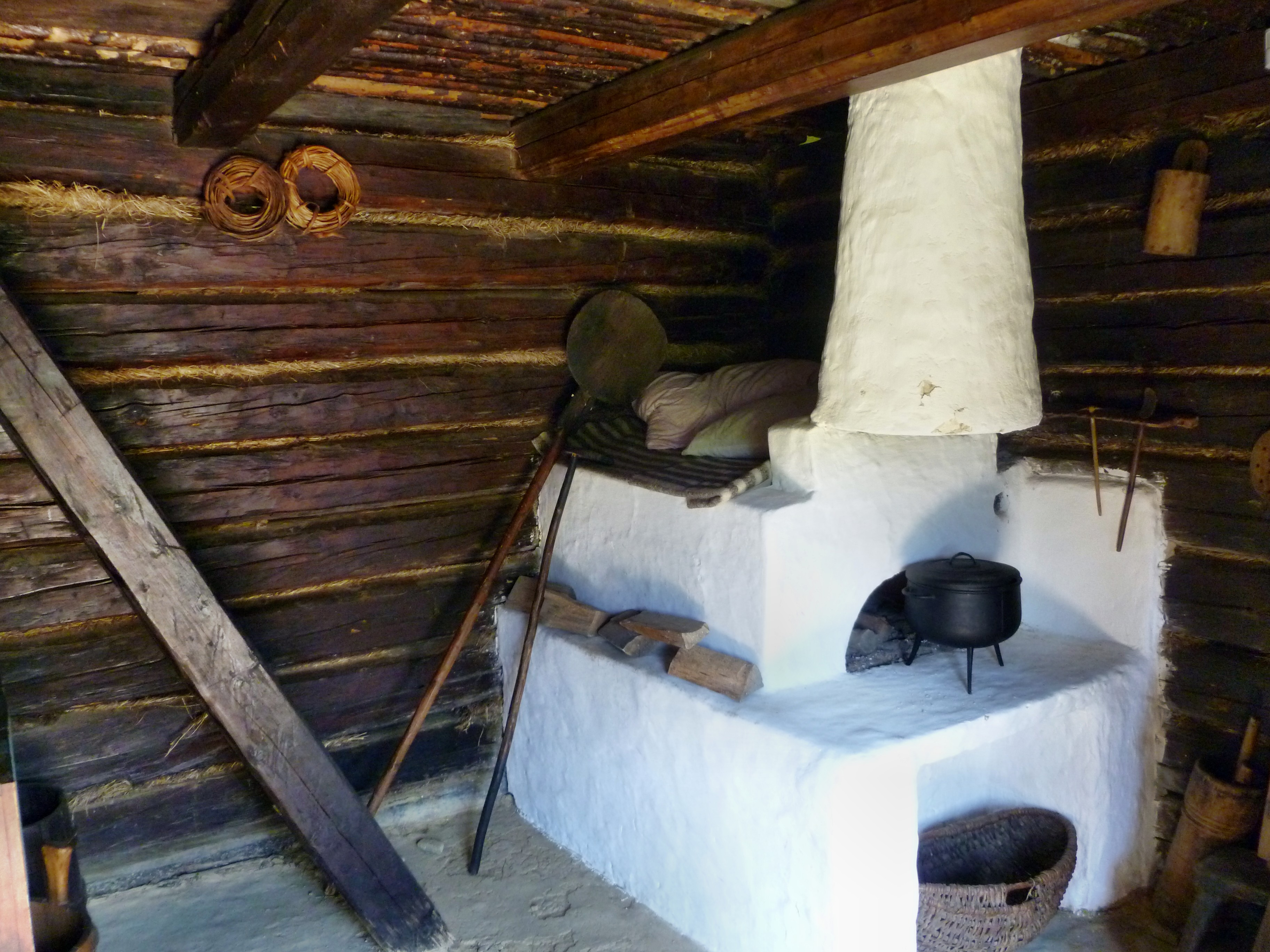
Der Backofen zum Brotbacken

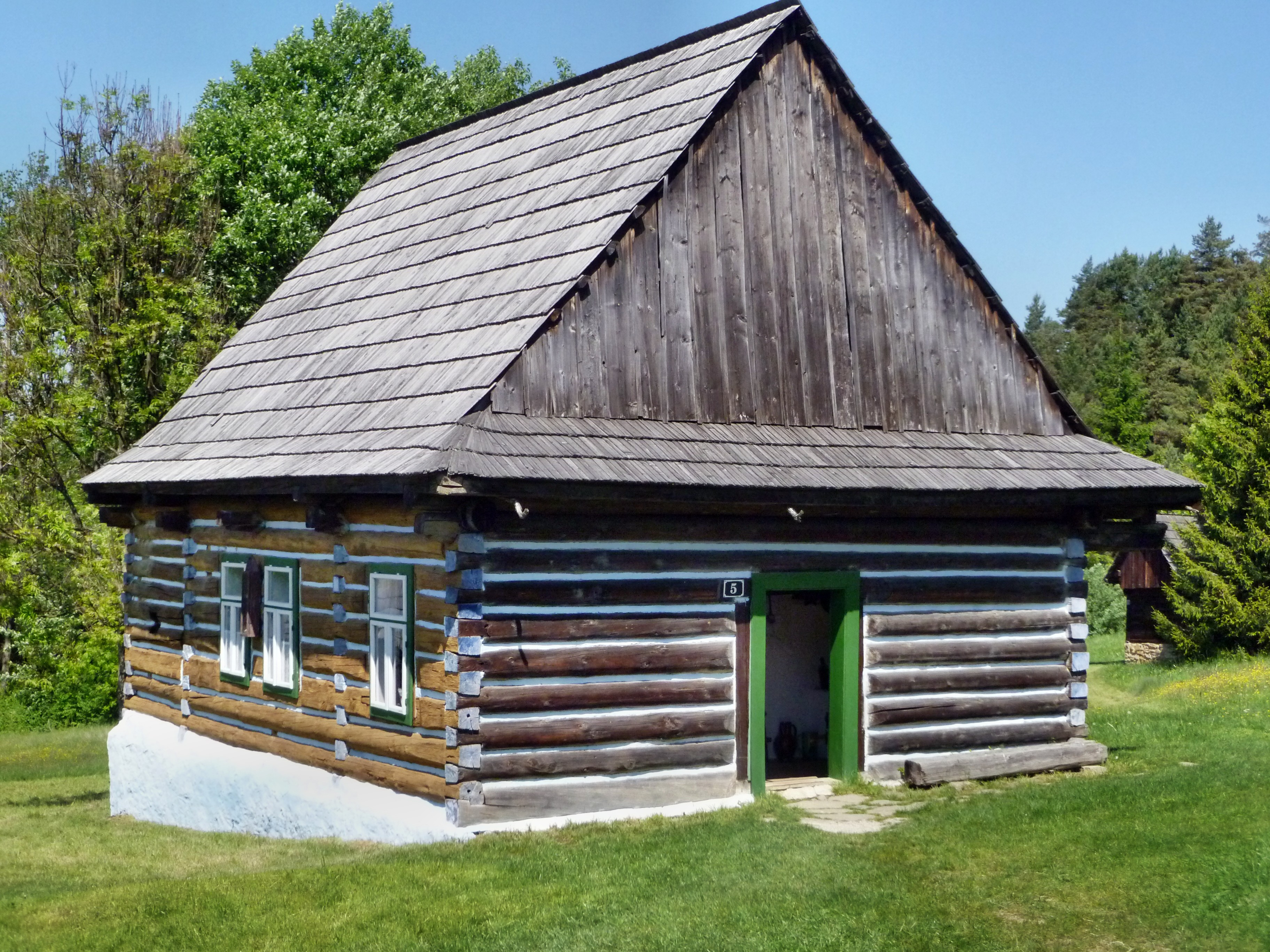
Goralenhaus aus Veľká Lesná

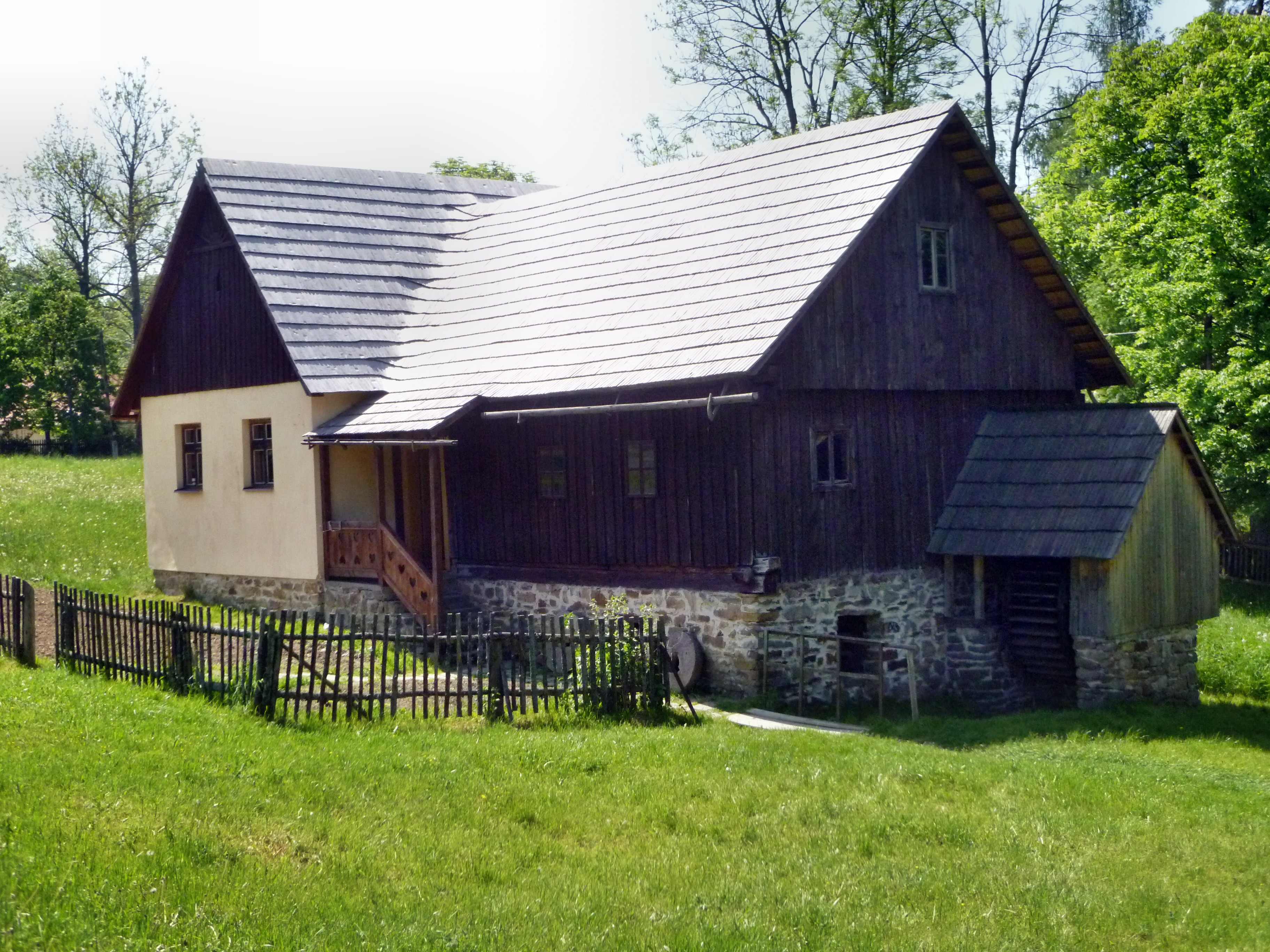
Mühle von Sulín

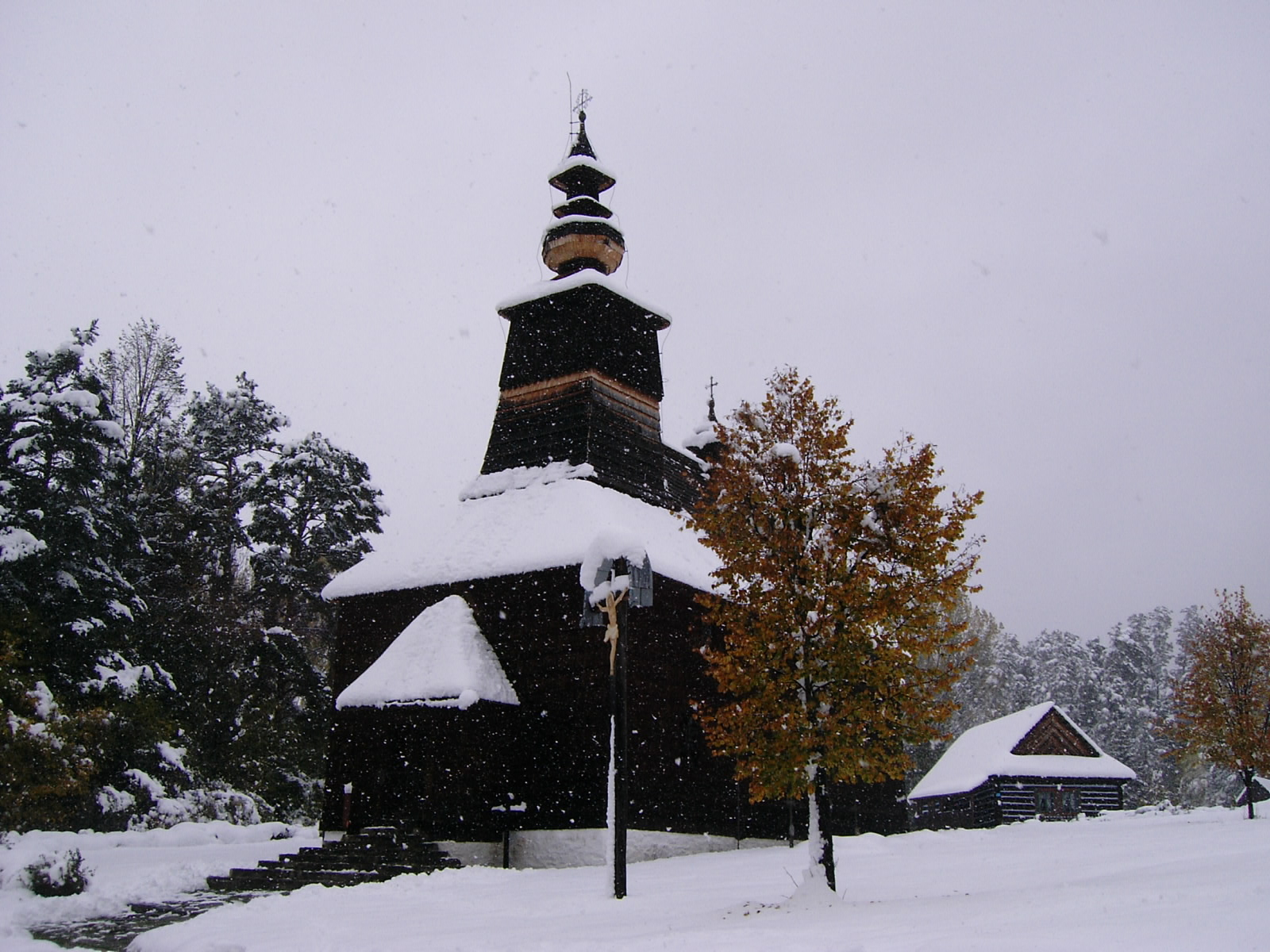
Holzkirche im Winter

Die griechisch-katholische Holzkirche des Erzengel Michael aus Matysová gilt als kostbarstes Exponat der gesamten Exposition. Das Gebäude in Blockbauweise mit Turm und Kirchenschiff stammt aus dem Jahr 1833. Im Innenraum befindet sich die Ikonostase, Altar der Verklärung und auch selbstständige Ikonen aus der Mitte des siebzehnten Jahrhunderts. Sie wurden unter dem Einfluss der byzantinischen Kunst gemalt. Die Ikone des Erzengel Michaels aus dem Jahr 1640 ist die älteste. Dieses Orthodoxe Kirchenobjekt kam im Jahr 1979 in das Museum und wurde 1991 wieder geweiht. Während hoher religiöser Feiertage wird hier die Liturgie bzw. der Gottesdienst gefeiert.
Das zweiräumige Haus aus Litmanová, das die Lebensweise eines ruthenischen Dorfes repräsentiert, wurde 1921 für den Dorfhirten erbaut. Der Hauptwohnraum ist ein einfach eingerichtetes Zimmer, das der Familie den ganzen Sommer diente. In dem Eingangsbereich befindet sich der älteste in der oberen Zips erhaltene Backofen.
Das Haus mit sogenannter Dufart gehörte einer Familie von Zipser Sachsen. Deutsche Siedlungen (in der Unterzips vor allem Bergbausiedlungen) stammen aus dem 12. Jahrhundert, die meisten nach dem Mongoleneinfall 1242. Von den ungarischen Königen ins Land geholte deutsche Spezialisten und Bergleute aus Schlesien und Mitteldeutschland sollten bei der Wiedererrichtung des durch die Mongolen zerstörten Landes helfen. Das Gebäude unterscheidet sich vom slowakischen Haus nicht nur äußerlich, sondern auch durch die abweichende Konstruktion und Innengliederung. Diese Siedlungsart kommt auch in der Umgebung von Ružbachy und Zamagurie vor.
Das Goralenhaus des Dorfrichters aus Veľká Lesná aus dem Jahr 1909 hat einen symmetrisches Grundriss. Der Hauptraum liegt in der Mitte des Hauses. Der Flur wurde ursprünglich nicht beheizt, durch den Einbau des Sparherdes wurde er nach dem Zweiten Weltkrieg zur Küche umfunktioniert. Das Haus hatte ursprünglich vorn vom Hof eine große Eingangspforte.

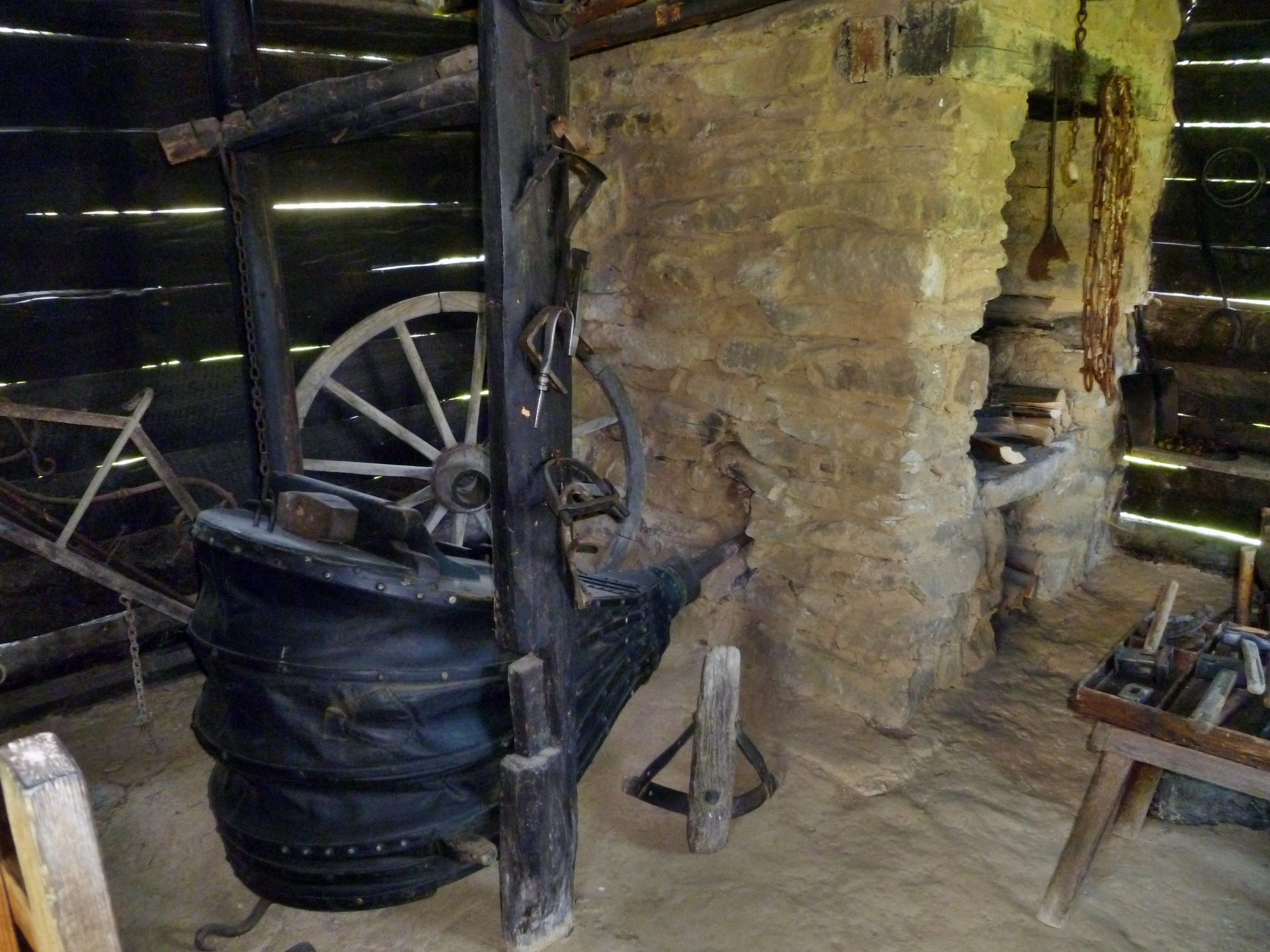
Interieur der Schmiede aus Torysa

Die Schmiede des Dorfes Torysa – ein Einabteilungs-Holzgebäude – stammt aus der zweiten Hälfte des 19. Jahrhunderts. Für das Beschlagen von Pferden und Rindern diente ein überdachter Raum vor der Schmiede. Die Ausstellung besteht aus Grundausstattung einer Esse mit einer umfassenden Kollektion von Schmiedewerkzeug und Schmiedprodukten.
Die Mühle von Sulín – ein Holzgebäude mit Keller und zwei Stockwerken – wurde in den 1930er Jahren von der ursprünglichen Steinmühle zu einer Walzenmühle umgebaut. Im Untergeschoss gibt es einen Getriebe-Antriebseinheit. Im Erdgeschoss befindet sich die Mühleneinrichtung (Rollensatz und Schälmaschine für Grütze); in der Mitte des Raums steht ein Getreidebehälter. Mit Holzpfeifen zogen sie das Getreide in den oberen Kornbehälter, von wo es dann auf die Mahlwalzen fiel. Das Mahlen der Kornteile wurde mehrmals durchgeführt und danach auch mehrere Male abgesiebt.